# Moshav
«Moshav» (раніше відомий як «Moshav Band») — ізраїльсько-американський музичний гурт, який виконує єврейський рок. Гурт походить із мошаву Мево Моді'ім. Заснований у 1995 році Єгудою Соломоном і Дувідом Свірскі. 2000 року група переїхала до Лос-Анджелесу і випустила сім студійних альбомів . Їх часто вважають однією з перших груп, які поєднали єврейську музику з рок-звучанням, оскільки в їхніх піснях з'являються елементи альтернативного року, фолку, фанку та регі.

## Історія
Учасники гурту, які народилися в Ізраїлі, виросли в мошаві Мево Моді'ім, музичному селі, розташованому на пагорбах між Єрусалимом і Тель-Авівом. Їхнє село, засноване покійним рабином Шломо Карлебахом, було і залишається місцем народження багатьох єврейських пісень, популярних у всьому світі. Учасники гурту «Moshav» перебували під духовним керівництвом рабина Шломо Карлебаха, занурюючись у його музичний світ, часто виступаючи з ним на його концертах. Співзасновник Єгуда Соломон є сином Бена Ціона Соломона, одного з перших членів гурту «Diaspora Yeshiva Band».
Хоча учасники гурту «Moshav» виросли, граючи музику разом, перше офіційне шоу гурту відбулося у 1996 року в єрусалимському барі «Mike's Place», виступаючи перед аудиторією, яка складалася переважно з американських студентів, які навчалися за кордоном у різних єшивах, а також у Єврейському університеті. Організатор заходу Шерон Ґолдман не була впевнена, як виставити рахунок за ще неназваний виступ, і вказала «Moshav Band». Ця назва закріпилася.
З тих пір гурт звучав на музичних фестивалях та в більш приватних місцях по всьому світу. Серед проєктів, в яких «Moshav» посідав важливе місце, є турне Wake Up (проект єврейського оновлення Північної Америки) та ізраїльські вечірки-для-кварталу, організовані для підвищення обізнаності про Ізраїль та євреїв. Гурт базується в Лос-Анджелесі, і продовжує виступати в США та світі. Вони відомі тим, що їхня музика використовується як саундтреки до багатьох відео «Нефеш-бе-Нефеш».

## Склад

### Учасники гурту
- Єгуда Соломон — вокал, ударні
- Дувід Свірскі — вокал, гітара
- Тамір Бар Целі — ударна установка, ударні
- Джеффрі Перрі — гітара
- Мет Чедл — бас-гітара

### Колишні учасники
- Йосеф Соломон — бас-гітара
- Карен Теперберг — ударна установка
- Меїр Соломон — гітара
- Денні В. — гітара
- Онег Шемеш — ритм-гітара, бек-вокал
- Рой Каріок — гітара
- Німрод Нол — скрипка

## Дискографія

### Альбоми
- «The Things You Can't Afford» (1998)
- «Days» (1999)
- «Lost Time» (2001)
- «Return Again» (2002)
- «Live At B.B.King NYC» (2003)
- «Malachim» (2005)
- «The Best of Moshav Band: Higher and Higher» (2005)
- «Misplaced» (2006)
- «Dancing in a Dangerous World» (2010)
- «New Sun Rising» (2014)
- «Shabbat Vol. 1» (2014)
- «Shabbat Vol. 2» (2018)

### Сингли
- «Light the Way» (2011)
- «Chicki Boom» (2013
- «K'Shoshana» (2013)
- «World on Fire» (ft. Matisyahu) (2013)

### Музичні відео
- «Eliyahu Hanavi» (2005)
- «Bereishit» (2005)
- «World on Fire» (2013)
- «Chicki Boom» (2014)

## Виноски
1. ↑  Jacobson, Ben (13 січня 2006). Two Start-Up Bands Step Up. The Jerusalem Post. Архів оригіналу за 29 березня 2015. Процитовано 16 листопада 2014. (необхідна підписка)
2. ↑  Harris, Ruby (June 2007). The Band That Changed Jewish Music. The Jewish Magazine. Архів оригіналу за 15 січня 2010. Процитовано 16 листопада 2014.
3. ↑  Archived at Ghostarchive and the Inspirational Nefesh B'Nefesh Aliyah Flights to Israel |NBN. YouTube. Архів оригіналу за 15 травня 2016. Процитовано 8 березня 2022.: Inspirational Nefesh B'Nefesh Aliyah Flights to Israel |NBN. YouTube.